# 比勒贝克
比勒贝克（德語：Billerbeck，發音：[ˈbɪlɐbɛk]）是德国北莱茵-威斯特法伦州明斯特行政区科斯费尔德县的城市，面积91.37平方千米，2023年12月31日人口为11,790人。